# Mesure de température par satellite

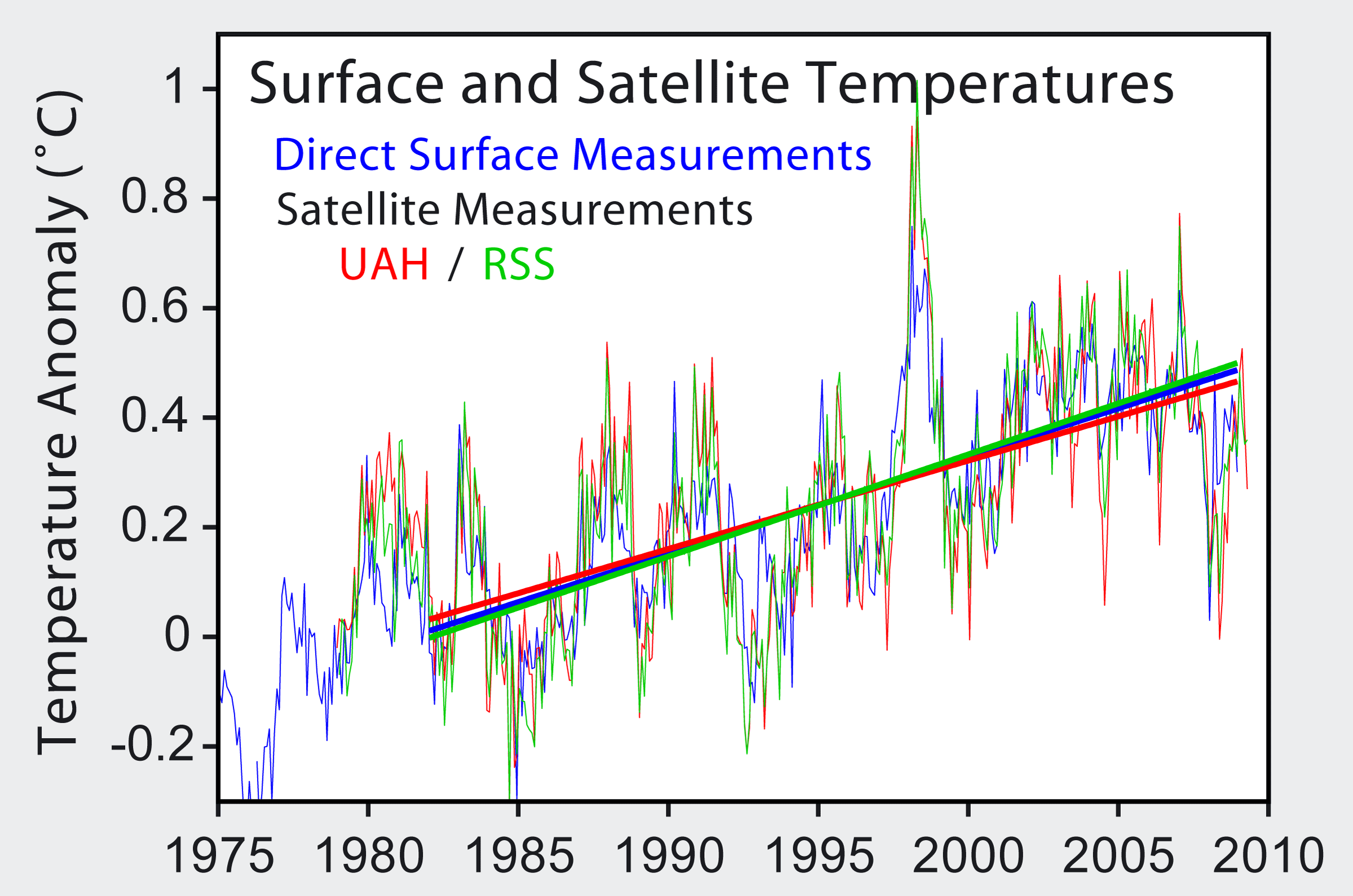
Comparaison entre les données de températures prises par des stations de surface (bleu) et par satellite (rouge par UAH satellite temperature dataset et vert par Remote Sensing Systems) depuis 1979. Les droites représentent la tendance depuis 1982.

La mesure de température par satellite de l’atmosphère à diverses altitudes, de celle du sol et de la mer se fait par interprétation des mesures de capteurs sensibles à la luminance terrestre dans différentes longueurs d’onde. Les satellites météorologiques comportent maintenant souvent plus de 10 de ces capteurs qui permettent de sonder l’atmosphère pour repérer la structure des nuages et des systèmes météorologiques, les effets des îlots de chaleur urbains, les courants marins, les phénomènes comme El Niño, les feux de forêt, les émissions volcaniques et celles des industries polluantes.
La banque de données recueillies depuis que les capteurs sont assez sophistiqués permet aussi de discerner les tendances de la température moyenne du globe. Depuis 1978, les données des capteurs infrarouges des satellites circumpolaires de la National Oceanic and Atmospheric Administration suivant la signature thermique de l’oxygène dans une importante couche de l’atmosphère démontrent un réchauffement de la troposphère et un refroidissement de la stratosphère en accord avec la notion de réchauffement climatique.

## Mesure

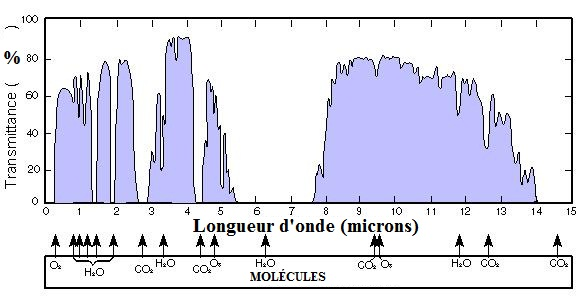
Transmittance de l'atmosphère dans les infrarouges

Les satellites ne mesurent pas directement la température. Ils sont équipés de capteurs (radiomètres) sensibles à la luminance de l’atmosphère et de la mer dans le domaine des infrarouges. Les données de satellites couvrent pratiquement tout le globe terrestre avec une bonne précision. Seules les latitudes supérieures à 85 degrés nord et sud ont moins de données à cause de l'angle rasant qu'elles ont pour les satellites géostationnaires et le passage moins fréquent des satellites à orbite polaire.
Comme l'atmosphère absorbe très peu le rayonnement thermique infrarouge émis par l'océan, la longueur d'onde qui va de 10,5  à   12,5 μm peut mesurer la température de surface de la mer et de la surface terrestre au-dessus des zones non nuageuses depuis un satellite géostationnaire. Un satellite à défilement, par contre, obtient l'estimation du profil vertical de température en utilisant la bande d'absorption du gaz carbonique, centrée sur 15 μm. En présence de nuages, c'est plutôt la bande d'absorption de l'oxygène en ondes millimétriques qui est utilisée.
Pour obtenir la température, il faut faire un traitement informatique des données grâce à l'application de la loi de Planck sur le rayonnement d'un corps noir,.

## Étalonnage et causes d'erreurs
Le profil vertical de températures obtenu dépend ensuite de la précision de la conversion et des capteurs. Différents groupes ont analysé les données disponibles et bien que les résultats soient voisins, ils se sont pas exactement semblables à cause des limites de chacun des algorithmes utilisés. Parmi les banques de températures obtenues, il y a celle de l’université d'Alabama à Huntsville (UAH satellite temperature dataset) et celle de la compagnie Remote Sensing Systems.
Ces deux ensembles de données sont tirées des données de plusieurs générations de satellites dont les capteurs ne sont pas homogènes. En effet, les appareils ont subi des améliorations lors des générations successives de satellites météorologiques. Les données provenant des premiers capteurs ne sont donc pas à la même résolution ni de la même sensibilité que celles provenant des capteurs récents. De plus, en vieillissant, chacun des capteurs change graduellement ses caractéristiques comme n'importe quel appareil électronique. L’étalonnage avec des données de surface et aérologiques est donc essentiel pour obtenir un continuum valable.

## Instruments et usages

### Température de surface

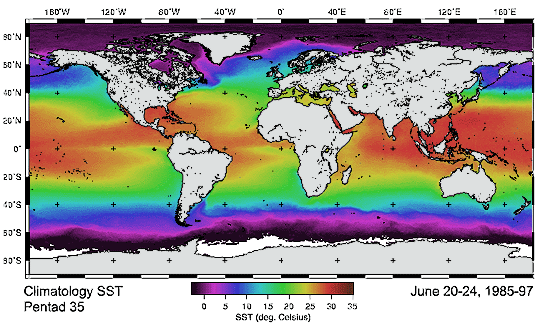
Image de la température de surface de la mer prise par le AVHRR des satellites TIROS de la NOAA

La luminance terrestre par temps dégagé donne la température à la surface de la Terre via les radiomètres avancés à très haute résolution (sigle AVHRR). Les données de température de surface de la mer sont ainsi disponibles depuis 1967 et des cartes globales des mers sont faites depuis 1970. Depuis 1982, ces données sont de plus en plus précises et utilisées pour la prévision météorologique, en particulier pour le développement des cyclones tropicaux. Autre exemple, les changements de température associés avec le phénomène El Niño sont suivis depuis les années 1980.
Sur les îles et les continents, les mesures sont plus difficiles parce que les surfaces ne sont pas homogènes. Cependant, les études sur le réchauffement climatiques et les îlots de chaleur urbains sont quand même possibles avec les satellites. L’utilisation des AVHRR permet par temps dégagé de voir les différentes de masses d’air associées avec les fronts météorologiques.
Par temps couvert, les données sont utilisées dans la technique de Dvorak pour obtenir la différence de température entre l’œil et le sommet des nuages autour du centre d’un cyclone tropical pour estimer les vents maximum soutenus et la pression centrale du système.
Les radiomètres avancées de trajectoire (sigle AATSR) à bord des satellites météorologiques permettent de détecter les feux de forêt qui apparaissent comme des « points chauds » dépassant 308 kelvins (34,85 °C). Les radiomètres spectraux pour imagerie de résolution moyenne des satellites Terra peuvent aussi détecter les feux de forêts, les volcans en éruption et les points chaud industriels.

### Sondage aérologique
Depuis 1979, l’unité de sondage infrarouge des satellites TIROS de la NOAA mesure l’intensité de l’émission infrarouge provenant de l’oxygène. Ce rayonnement est proportionnel à la température d’une large couche de l’atmosphère tel que montré par la théorie, ainsi que pratiquement en comparant avec les données de radiosondage. Elles se notent à différentes fréquences, chacune reliée à une zone d’altitudes donnée. La fréquence du canal 2 de ces capteurs correspond en gros à la température de la troposphère avec la pondération gaussienne maximale est autour de 350 hPa (la demi-puissance du signal se trouvant  à 40 hPa et 800 hPa). Il y a cependant un certain recoupement avec la basse stratosphère et pour le minimiser, les chercheurs Roy Spencer et John Christy ont développé un algorithme alliant les données obtenues à différents angles de visées du satellite qui ramène le maximum plus près du sol à 650 hPa mais qui amplifie le bruit de fond et rend l’étalonnage des données d’un satellite à l’autre plus difficile,. Cet algorithme a graduellement été amélioré par diverses corrections.
Depuis 1979, les mêmes satellites ont une unité de sondage stratosphérique. Il s’agit d’un radiomètre sensible à l’infrarouge lointain autour de la longueur d’onde de 15 μm reliée à l’absorption du rayonnement par le dioxyde de carbone (CO2). Comme l’absorption est proportionnelle à la pression, l’unité comporte trois capteurs qui peuvent diviser la stratosphère en trois couches centrées à 29 km, 37 km et 45 km d’altitude, selon la densité de l’absorption,.

## Tendances historiques

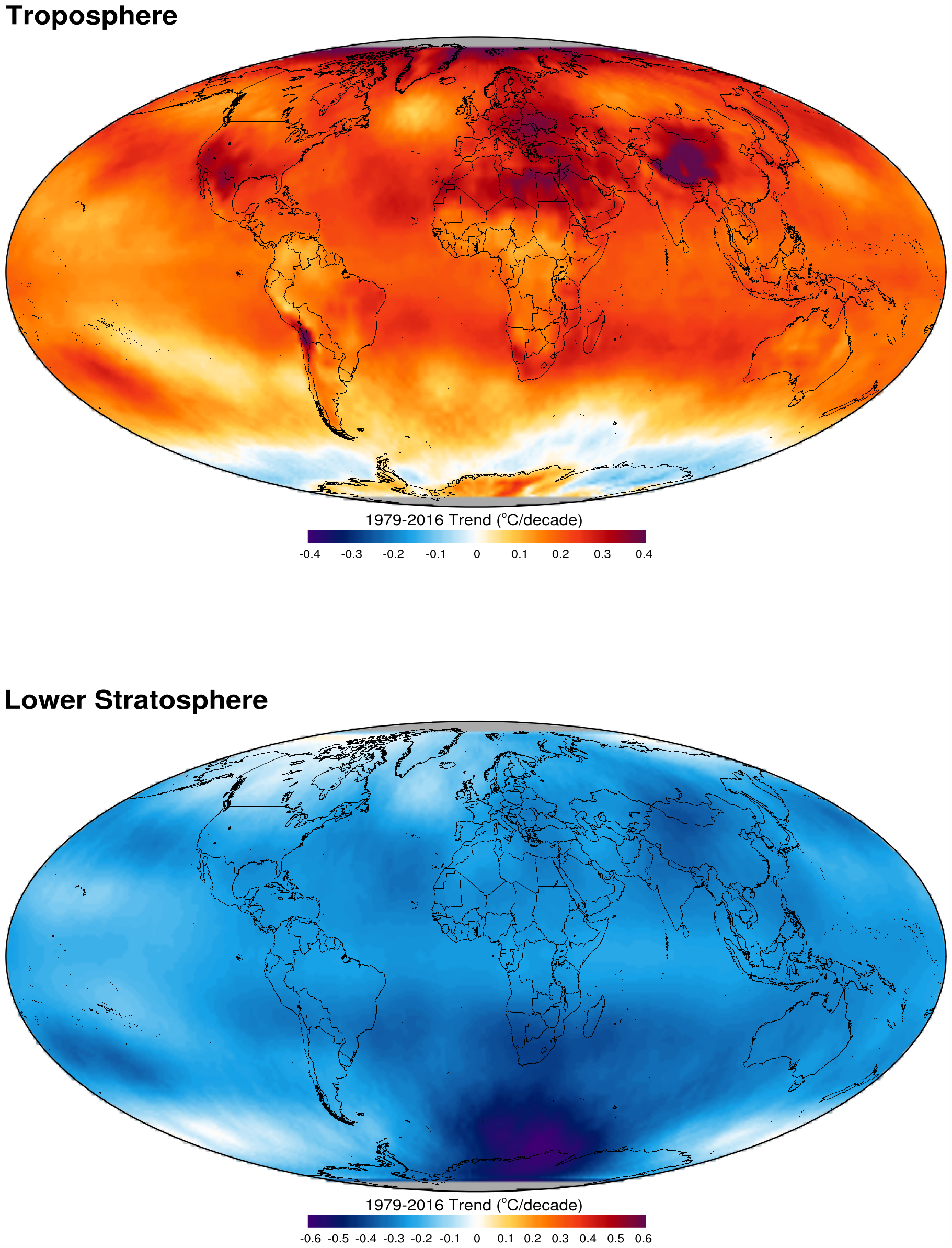
Tendance des températures de 1979 à 2011 selon les satellites dans la troposphère en haut et la stratosphère en bas

En combinant les résultats normalisés et étalonnés des différents capteurs, les tendances de températures dans la troposphère et la stratosphère apparaissent. Le tableau montre une instabilité de la tendance (en °C/10 ans) des résultats et la banque de données ne couvre qu’une période relativement courte (1978 à maintenant) à l’échelle historique ce qui rend l’analyse ardue. Cependant, une étude de Christy et al. montre une bonne concordance avec  les données des radiosondages tropicaux pour la même période. Elle montre une réchauffement troposphériques des Tropiques de +0,09  à   +0,12 °C par décennie, avec une erreur de ±0,07 °C. D'autres études obtiennent des valeurs légèrement différentes (+0,137 °C et
+0,20 °C ±0,05 °C) mais en accord avec un réchauffement.
| Année | Variance (°C/10ans) | Année | Variance (°C/10ans) | Année | Variance (°C/10ans) | Année | Variance (°C/10ans) | Année | Variance (°C/10ans) | Année | Variance (°C/10ans) |
| ----- | ------------------- | ----- | ------------------- | ----- | ------------------- | ----- | ------------------- | ----- | ------------------- | ----- | ------------------- |
| 1991  | 0,087               | 1992  | 0,024               | 1993  | −0,013              | 1994  | −0,003              | 1995  | 0,033               | 1996  | 0,036               |
| 1997  | 0,040               | 1998  | 0,112               | 1999  | 0,105               | 2000  | 0,095               | 2001  | 0,103               | 2002  | 0,121               |
| 2003  | 0,129               | 2004  | 0,130               | 2005  | 0,139               | 2006  | 0,140               | 2007  | 0,143               |       |                     |

Un refroidissement graduel de la température de la basse stratosphère est noté dans les données des satellites,. Selon les études, un tel refroidissement est surtout causé par la  destruction de la couche d'ozone, ainsi qu’une augmentation du contenu en vapeur d’eau et d’autres gaz à effet de serre,. Ce phénomène s'est cependant temporairement inversé durant quelques épisodes d’éruptions volcaniques majeures comme celle du  El Chichón (1982) et du mont Pinatubo (1991), à la suite de l'augmentation de la concentration d’ozone dans les deux années suivantes.
Ce comportement de l’atmosphère, soit un réchauffement de troposphère et un refroidissement de la stratosphère, est en accord avec un réchauffement climatique.

### Source
- (en) Cet article est partiellement ou en totalité issu de l’article de Wikipédia en anglais intitulé « Satellite temperature measurements » (voir la liste des auteurs).